# Ústřední krizový štáb vlády České republiky
Ústřední krizový štáb (ÚKŠ) je v České republice pracovní orgán vlády k řešení krizových situací, zřízený jako pracovní výbor Bezpečnostní rady státu. Jeho činnost je definována statutem a jednacím řádem. Kompetence vlády zřizovat Ústřední krizový štáb jako svůj pracovní orgán k řešení krizových situací je stanovena v § 4 odst. 1 písm. c) krizového zákona č. 240/2000 Sb.
O aktivaci Štábu rozhoduje předseda vlády, který také jmenuje předsedu Ústředního krizového štábu. Při neaktivním ÚKŠ prověřují ministři vnitra a obrany jednou za dva měsíce stálou dosažitelnost členů Štábu.

## Statut a jednací řád
Krizový zákon č. 240/2000 Sb. stanoví v § 24a, že složení a činnost Ústředního krizového štábu upravuje Statut Ústředního krizového štábu, který schvaluje vláda. Statut Ústředního krizového štábu byl přijat usnesením vlády č. 1500 ze dne 24. listopadu 2008 a upraven usnesením vlády č. 43 ze dne 13. ledna 2020, nový statut pak byl přijat 15. března 2020 usnesením vlády č. 213. Statut stanoví, že ÚKŠ je pracovní orgán vlády k řešení krizových situací a je zařazen do systému orgánů Bezpečnostní rady státu.
Jednací řád Ústředního krizového štábu byl vydán usnesením č. 12 Bezpečnostní rady státu ze dne 27. dubna 2009, a to podle článku 11 Statutu Štábu ze dne 24. listopadu 2008. Ve  věcech  neupravených  jednacím řádem štábu  se  přiměřeně  užije  Jednací řád Bezpečnostní rady státu. Jednací řád štábu je veřejný, zasedání štábu jsou neveřejná.

## Aktivace, vedení a složení
Krizový štáb v případě potřeby aktivuje předseda vlády, v době jeho nepřítomnosti nebo z jiných závažných důvodů první místopředseda vlády nebo jiný pověřený místopředseda. Do 15. března 2020 statut stanovil, že předsedou štábu jmenuje předseda vlády podle charakteru situace ministra vnitra, kromě případů vyhlášení stavu ohrožení státu v souvislosti se zajišťováním obrany  České  republiky  před  vnějším  napadením,  za válečného  stavu  či  za  dalších  situací  vojenského  charakteru,  jež  se významně dotýkají bezpečnostních zájmů České republiky, kdy jmenuje předsedou štábu ministra obrany.  Podle nového znění statutu, platného od 15. března 2020, může být do funkce předsedy štábu jmenován podle charakteru situace některý z členů vlády nebo štábu. Do 15. března 2020 byl místopředsedou štábu náměstek příslušného ministra, který je předsedou štábu, od 15. března 2020 místopředsedu štábu určuje předseda štábu. Operačními centry jsou pracoviště  Ministerstva  vnitra nebo Ministerstva  obrany  zajišťující  monitoring  situace  a  informační  podporu (a toto ustanovení se nezměnilo ani tím, že předseda štábu může být od 15. 3. 2020 z jiného ministerstva). Úlohu sekretariátu štábu plnil do 15. 3. 2020 pověřený útvar ministerstva, jehož ministr je předsedou štábu,  od 15. 3. 2020 pověřený útvar ministerstva, v němž působí předseda štábu.
Podle statutu platného do 15. března 2020 měl štáb 18 členů, což je 
- předseda štábu (ministr vnitra nebo ministr obrany)
- 8 náměstků ministrů (vnitra, obrany, zahraničních věcí, financí, zdravotnictví, průmyslu a obchodu, dopravy, zemědělství) a dále
- ředitel úřadu Ministerstva životního prostředí,
- předseda Správy státních hmotných rezerv,
- předseda Státního úřadu pro jadernou bezpečnost,
- ředitel sekretariátu Bezpečnostní rady státu,
- policejní prezident Policie České republiky,
- generální ředitel Hasičského záchranného sboru České republiky,
- náčelník Generálního štábu Armády České republiky,
- vedoucí Kanceláře prezidenta republiky a
- ředitel Národního úřadu pro kybernetickou a informační bezpečnost.[4]

Podle statutu platného od 15. března 2020 má štáb 22 členů, z toho 
- 14 náměstků ministrů (vnitra, obrany, zahraničních věcí, financí, zdravotnictví, průmyslu a obchodu, dopravy, zemědělství, nově přibyli náměstci ministrů školství, mládeže a tělovýchovy, pro místní rozvoj, životního prostředí, práce a sociálních věcí, kultury a spravedlnosti),
- předseda Správy státních hmotných rezerv,
- policejní prezident Policie České republiky,
- generální ředitel Hasičského záchranného sboru České republiky,
- náčelník Generálního štábu Armády České republiky,
- ředitel Národního úřadu pro kybernetickou a informační bezpečnost.[4]

Nově se členy štábu od 15. března 2020 stali: 
- hlavní hygienik
- ředitel Státního zdravotního ústavu
- vedoucí Úřadu vlády České republiky

Členy štábu tedy k 15. březnu 2020 přestali být: 
- ředitel úřadu Ministerstva životního prostředí (nově nahrazen náměstkem ministra)
- předseda Státního úřadu pro jadernou bezpečnost,
- ředitel sekretariátu Bezpečnostní rady státu,
- vedoucí Kanceláře prezidenta republiky.

Členové Štábu mohou být na zasedání Štábu ve výjimečných případech zastoupeni pověřeným pracovníkem svého úřadu.
V případech mimořádných veterinárních opatření se součástí štábu stává Ústřední nákazová komise. V případě povodní se součástí štábu stává Ústřední povodňová komise. V případě výskytu závažných infekčních onemocnění se součástí štábu stává Ústřední epidemiologická komise. Členové příslušné komise se stávají plnohodnotnými členy štábu, pokud jimi již nejsou.  Komise mohou pokračovat dál ve své činnosti dle příslušné legislativy ve vztahu k území, na němž  není  vyhlášen  krizový  stav.  V  rámci   zasedání   Štábu   tyto   komise   dávají   zejména   odborná   stanoviska a informace ostatním členům Štábu. Vztah Ústřední nákazové komise a Ústřední povodňové komise k Ústřednímu krizovému štábu upravuje přímo krizový zákon v § 39, o Ústřední epidemiologické komisi se však krizový zákon nezmiňuje.
Členové Štábu nebo jejich pověření zástupci byli do 15. března 2020 povinni dostavit se na určené pracoviště  Štábu  do  180  minut  od  svého  vyrozumění  o  konání  zasedání prostřednictvím operačního centra, od 15. března 2020 byla tato doba zkrácena na 120 minut. Ministr  obrany  v  prvním  pololetí  a  ministr  vnitra  ve  druhém  pololetí kalendářního roku prověřují jednou za dva měsíce stálou dosažitelnost členů Štábu (formou  navázání spojení s členy štábu pomocí telekomunikačního zařízení) a reálnost plánů svolání a o výsledcích informovat předsedu vlády.
Štáb  může rozhodnutím svého předsedy na svá zasedání přizvat představitele dalších  ministerstev, jiných správních úřadů, orgánů územních samosprávných celků a další odborníky.  Ti však nejsou členy štábu, tj. nemají právo hlasovat o usneseních štábu.
Odborné  pracovní  skupiny  zabezpečují  zpracování  odborných podkladů Štábu a samostatně plní další úkoly podle požadavků Štábu. Při  aktivaci  štábu  se  vždy  aktivují  mediální  skupina a  skupina  pro  koordinaci zabezpečení věcnými zdroji, jejichž činnost se řídí organizačními řády těchto skupin, schválenými Bezpečnostní radou státu. Další skupiny mohou být Štábem zřízeny ad hoc. Statut štábu stanoví, jak jsou jmenování vedoucí a členové odborných pracovních skupin, jimiž jsou zástupci úřadů vedených členy štábu. Pracoviště  odborné  pracovní  skupiny  pro  koordinaci  zabezpečení  věcnými zdroji  je  v budově Správy státních hmotných rezerv.

## Činnost
Štáb po vyhlášení nouzového stavu, stavu ohrožení státu nebo válečného stavu (souhrnným označením krizová situace) nebo při hrozbě vzniku krizové situace  nebo při jiných  závažných  situacích  týkajících  se  bezpečnostních  zájmů  České republiky připravuje návrhy řešení těchto situací. Návrhy na řešení, vytvořené štábem, předkládá předseda štábu na schůzi Bezpečnostní rady státu nebo v případě nebezpečí z prodlení přímo na schůzi vlády.
Štáb koordinuje, sleduje a vyhodnocuje přijímání i realizaci opatření přijatých vládou, správními úřady a územně-samosprávnými celky a poskytuje podporu činnosti orgánům krizového  řízení. Zajišťuje též koordinaci s krizovými orgány mezinárodních organizací.

## Zasedání štábu
Předseda štábu podle statutu svolává zasedání štábu (stanoví dobu a místo zasedání), řídí jeho činnost a odpovídá za ni předsedovi vlády. Může po dohodě s předsedou vlády nebo se členy štábu upřesnit, kteří členové štábu se nemusí zasedání účastnit. Pravidelně  informuje  Bezpečnostní  radu  státu,  popřípadě  na  pokyn předsedy  vlády  přímo  vládu,  o  činnosti  štábu,  o  vývoji  situace  a  o provedených a přijímaných opatřeních. Místopředseda štábu řídí  vedoucího  operačního  centra  a  vedoucí  odborných  pracovních skupin.
Svolávání zajišťuje sekretariát štábu cestou operačního centra, sekretariát štábu zajišťuje přípravu a zabezpečení průběhu zasedání. Jednací řád stanoví, že zasedání štábu řídí jeho předseda, případně místopředseda nebo jiný pověřený člen štábu. Předsedající určuje, kteří členové štábu se zasedání nemusejí účastnit a kteří představitelé  dalších  ministerstev, jiných  správních úřadů, orgánů územních samosprávných celků a další odborníci budou dále přizváni. Jednací řád stanoví též podmínky projednávání utajovaných skutečností. Štáb při řešení nevojenských krizových situací zasedá v objektu Ministerstva vnitra, který  určí  ministr  vnitra  podle  druhu  vzniklé  krizové  situace.  Štáb  při řešení vojenských  krizových  situací  zasedá  v objektu  Ministerstva  obrany  nebo  v jiném objektu, který určí ministr obrany.
Ke cvičením  orgánů  krizového řízení je oprávněn svolat štáb  ministr  obrany  k  problematice  dotýkající  se  vnějšího  vojenského  ohrožení České republiky,   plnění   spojeneckých   závazků   v   zahraničí   a    účasti ozbrojených  sil České  republiky  v  mezinárodních  operacích  na  obnovení a udržení míru, nebo   ministr  vnitra  k  problematice  dotýkající  se  ostatních  druhů  ohrožení,  při poskytování   humanitární   pomoci   většího   rozsahu   do   zahraničí   a   při zapojení České republiky do mezinárodních záchranných operací v případě havárií a živelních pohrom.
Závěry ze zasedání štábu jsou zpravidla přijímány formou usnesení, o kterých dává předsedající  hlasovat,  a  předkládány  formou  návrhu  materiálu  pro  schůzi  vlády, případně pro jednání Bezpečnostní rady státu. Hlasovat o závěrech a o usnesení jsou oprávněni členové  štábu  nebo  jejich  pověření  zástupci,  kteří  se  zasedání  účastní.  K přijetí  usnesení  štábu  je  třeba  souhlasu  nadpoloviční  většiny  přítomných členů štábu nebo jejich pověřených zástupců, dle čl. 4 Statutu. V případě rovnosti hlasů je rozhodující hlas předsedajícího.
Ze zasedání štábu je pořizován zvukový záznam, zápis a informace, což vše zajišťuje vedoucí sekretariátu štábu. Jednací řád stanoví, komu je distribuována informace ze zasedání a komu zápis ze zasedání. Posledním bodem zasedání štábu je vždy projednání mediálního výstupu. Součástí jednacího řádu jsou jako samostatná příloha Závazné zásady komunikace štábu s médii.

## Aplikace při koronavirové epidemii 2020
Při epidemii v březnu 2020 premiér Andrej Babiš (ANO) odkládal vyhlášení nouzového stavu, navrhované ministrem vnitra Janem Hamáčkem (ČSSD) již 2. března 2020, a i v rámci vyhlášení nouzového stavu dne 12. března zřejmě vůbec nesvolal Ústřední krizový štáb a nejmenoval ministra vnitra jeho předsedou, ale nahradil činnost štábu mimořádným zasedáním vlády, kterému předsedal sám. Některá média si tuto situaci vyložila tak, že nechtěl dopustit, aby krizový štáb vedl ministr vnitra Jan Hamáček, a že pojal koronavirovou krizi jako každou agendu, coby příležitost k vlastnímu PR, a veškerá opatření řídil přes ministerstvo zdravotnictví, které měla v držení jeho strana ANO, a Bezpečnostní radu státu, které předsedá sám. Ministr vnitra Jan Hamáček uvedl, že premiérovi Andreji Babišovi již několikrát neúspěšně navrhoval, aby svolal Ústřední krizový štáb, v jehož čele by stál ministr vnitra. Na otázku, zda hlavním důvodem, proč štáb stále nebyl svolán, není to, že by klíčovou osobou byl on a nikoli premiér, ministr novinářům odvětil: „Bez komentáře.“ Novinky.cz ráno před vyhlášením nouzového stavu citovaly nejmenovaného zdroje, podle kterého je řízení státu pouze přes Bezpečnostní radu státu a ministerstvo zdravotnictví pro stát nebezpečné a krizový štáb už měl dávno zasednout.
Již v sobotu 7. března 2020 Deník N upozornil na to, že koronavirovou krizi řeší premiér Andrej Babiš (ANO) bez účasti ministrů za ČSSD. Na „krizovém štábu“ toho dne nebyl přítomný nejen ministr vnitra Jan Hamáček, který se omluvil ze zdravotních důvodů, ale nebyl pozván a dokonce o něm nebyl ani předem informován ani ministr zahraničí Tomáš Petříček. Před novináře předstoupil premiér Andrej Babiš v doprovodu ministrů ze své strany, odborníků včetně policejního prezidenta či epidemiologa a náměstka ministra zdravotnictví Romana Prymuly.
Andrej Babiš po mimořádném zasedání vlády při vyhlášení nouzového stavu dne 12. března 2020 prohlásil, že Ústředním krizovým štábem je vláda. Ústavní právník Jan Kudrna dne 13. března 2020 pro Deník.cz vyjádřil názor, že je to pravomoc předsedy vlády a že je na premiérovi, jak to zorganizuje. Kudrna ale vyjádřil rovněž svůj čistě osobní a občanský názor je, že Ústřední krizový štáb měl být svolán už o dva, možná tři týdny dříve.
Zdeňka Trachtová, Český rozhlas: „A ještě jedna věc. Bude svolán ústřední krizový štáb? Děkuji.“ Andrej Babiš, předseda vlády: „Krizový štáb zasedal od devíti ráno. Vláda rovná se krizový štáb. To vím, že někteří to neumí pochopit, ale tak to je, tak jsme to rozhodli. Takže krizový štáb je vláda. Jsou jednotliví ministři, kteří podle zákona přijímají rozhodnutí a vláda to schvaluje. Tak jsme se domluvili, protože není možné v rámci takové situace, aby došlo k nějaké nekoordinaci.“ (tisková konference dne 12. března 2020, na které byl vyhlášen nouzový stav)
„Byly tady nějaké debaty, jestli se sešel nebo nesešel krizový štáb. Musíte si ale uvědomit, že krizový štáb je vláda a jednotliví ministři mají svoje krizové štáby. Z nich vzejdou rozhodnutí, které vláda potvrdí, nebo naopak nepotvrdí. A my máme sice usnesení vlády, že ministři mohou rozhodovat i bez vlády, ale toto je taková situace, kdy je třeba to koordinovat, proto jsme si odsouhlasili, že tentokrát v celé věci bude rozhodovat jen vláda.“ (Andrej Babiš 13. března 2020 v rozhovoru pro iDnes.cz)
Na nočním jednání z neděle 15. března na pondělí 16. března údajně vláda rozhodla o aktivaci Ústředního krizového štábu. Nejprve usnesením č. 213 změnila statut Ústředního krizového štábu a poté rozhodla, že jeho předsedou bude náměstek ministra zdravotnictví Roman Prymula.
Seznam Zprávy označily za nestandardní rozhodnutí, že vedení krizového štábu nebylo svěřeno podle léta dodržovaných principů svěřeno politikům, kteří by nesli politickou odpovědnost, ale náměstkům ministrů dle příslušné odbornosti. Podle zákulisních informací Seznam zpráv za tímto rozhodnutím rozhodně nebyla jednota vládního týmu a prosadil si je s podporou ministrů své strany Andrej Babiš. Debata vlády prý byla velmi vzrušená a mluvilo se i o možném pádu vlády a spory o kompetencích opakovaně schůzi „zasekávaly“. Sociální demokraté neměli po ruce mediálně silnější argument, kterým by přebili Babišovo připravené vysvětlení, a proto se nakonec stáhli a návrh změnit status krizového štábu dál nenapadali. Obávali se mediálního vlivu Andreje Babiše a toho, že je na veřejnosti vylíčí jako politikáře, kterým jde jen o vlastní prospěch a udržení pozice jejich ministra. Všech pět přítomných sociálních demokratů, kteří původně chtěli hlasovat proti, se zdrželo hlasování, protože nechtěli spor eskalovat. Ministři za ANO se „ani moc nevyjadřovali“ a Babišův návrh všichni v hlasování podpořili.